# 2. pehotna brigada (ZDA)
2. pehotna brigada (zračnoprevozna) (izvirno angleško 2nd Infantry Brigade (Airborne)) je bila pehotna brigada Kopenske vojske Združenih držav Amerike.